# Zaxxon
Zaxxon is een computerspel van Sega. Het spel werd oorspronkelijk uitgebracht als arcadespel in 1982, maar werd later geschikt gemaakt voor diverse homecomputers. De speler bestuurt in het spel een vliegtuig dat door een fort moet vliegen. In het fort moeten zoveel vijanden als mogelijk worden neergeschoten. Om je brandstof te tanken moeten er onderweg olievaten worden neergeschoten. Het spel kan maximaal met twee personen gespeeld worden. Het speelveld wordt isometrisch weergegeven. Het spel bestaat uit drie stages. 
In 2006 maakte het spel onderdeel uit van de Sega Mega Drive Collection die werd uitgegeven voor de PlayStation 2 en PSP-consoles. Het spel was ook te vinden op de Sonic's Ultimate Mega Drive Collection voor de Xbox 360 en de PlayStation 3.

## Platforms
| Jaar | Platform                                         |
| ---- | ------------------------------------------------ |
| 1982 | Arcade, Atari 2600, ColecoVision                 |
| 1983 | Apple II, Intellivision, TRS-80, TRS-80 CoCo     |
| 1984 | Atari 5200, Atari 8-bit, Commodore 64, PC Booter |
| 1985 | MSX, SG-1000, ZX Spectrum                        |
| 2009 | Wii Virtual Console                              |

## Ontvangst
| Beoordeeld door       | Platform      | Datum        | Score |
| --------------------- | ------------- | ------------ | ----- |
| Tilt                  | ColecoVision  | juli 1983    | 100%  |
| The Video Game Critic | ColecoVision  | 12 juni 2004 | 91%   |
| The Video Game Critic | Atari 8-bit   | 27 mei 2004  | 91%   |
| All Game Guide        | ColecoVision  | 1998         | 90%   |
| The Video Game Critic | Atari 5200    | 13 mei 2003  | 83%   |
| TeleMatch             | ColecoVision  | juli 1983    | 80%   |
| Tilt                  | ZX Spectrum   | oktober 1985 | 67%   |
| TeleMatch             | Intellivision | januari 1984 | 60%   |
| Nintendo Life         | Wii           | 5 maart 2010 | 40%   |
| All Game Guide        | Atari 2600    | 1998         | 30%   |

## Opvolgers
- Super Zaxxon (Arcade, 1982)
- Zaxxon 3-D (Sega Master System, 1987)
- Zaxxon Motherbase 2000 (Sega 32X, 1995)

## Kloon
- Panther, 1987